# كيم روبرتسون
كيم روبرتسون (بالإنجليزية: Kim Robertson) هي عداءة سريعة نيوزيلندية، ولدت في 10 مارس 1957 في Mount Eden ‏ في نيوزيلندا.

## وصلات خارجية
- كيم روبرتسون على موقع الاتحاد الدولي لألعاب القوى (الإنجليزية)